# Main-Donau-Bodensee-Weg

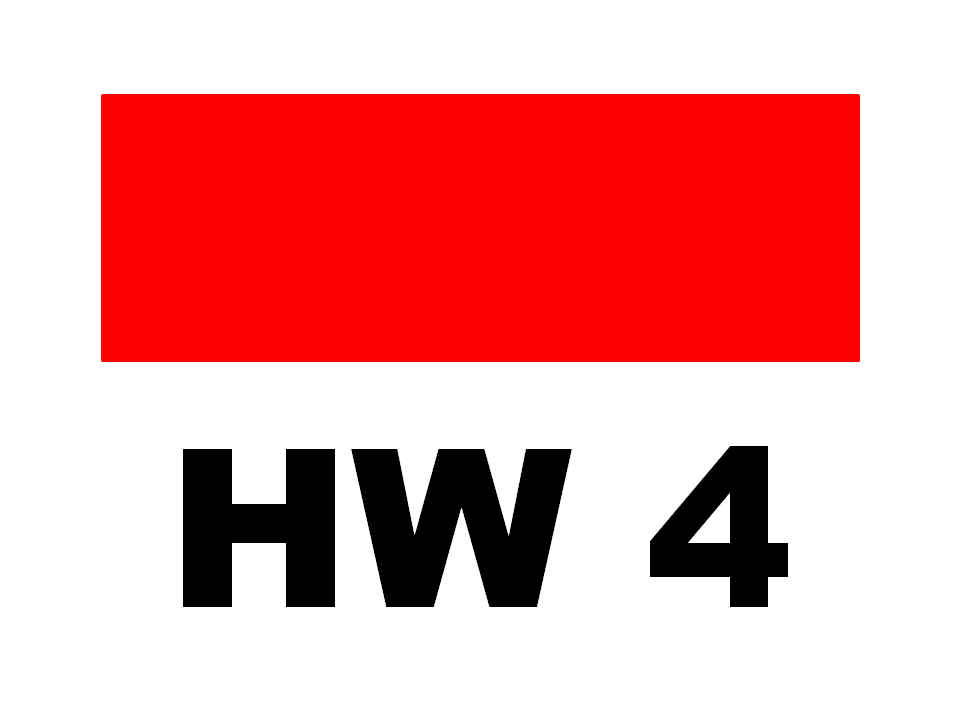
Wegzeichen des HW 4

Der Fernwanderweg Main-Donau-Bodensee-Weg ist der Hauptwanderweg 4 (HW 4) des Schwäbischen Albvereins. Mit einer Gesamtlänge von 420 Kilometern führt er von Würzburg am Main über Ulm an der Donau bis nach Friedrichshafen am Bodensee. Er durchquert dabei den Taubergrund, die Hohenloher Ebene, die Schwäbische Alb und Oberschwaben.

## Wegverlauf

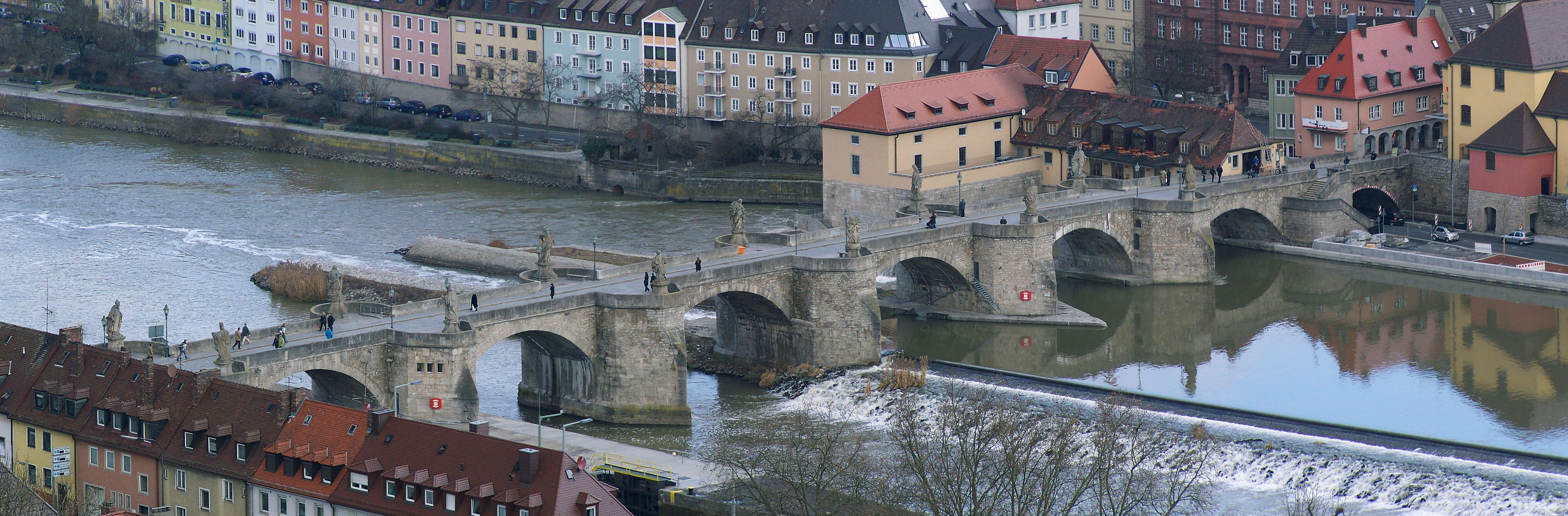
An der Alten Mainbrücke in Würzburg beginnt der HW 4.

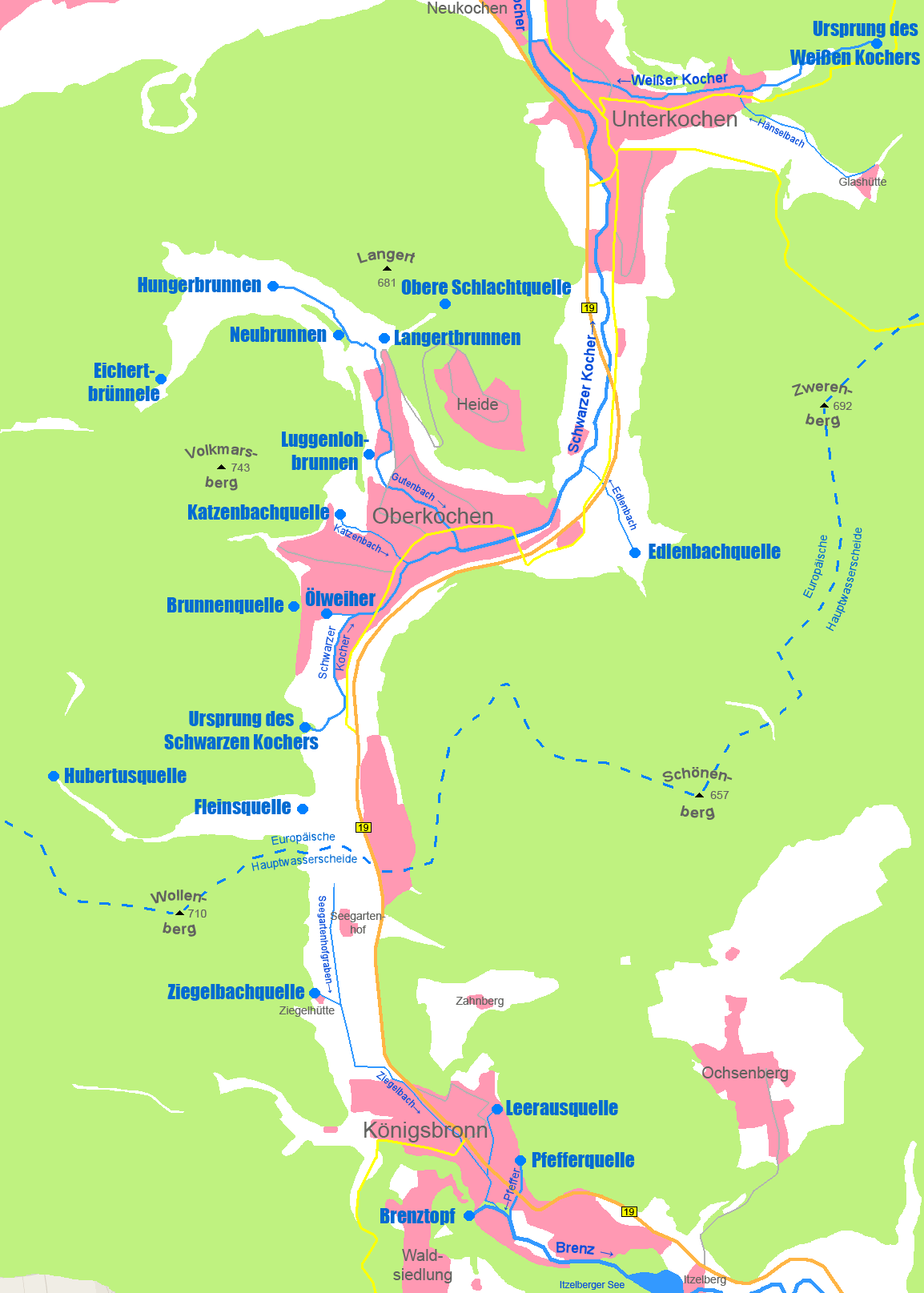
Auf der Schwäbischen Alb berührt der Weg viele Karstquelltöpfe und überschreitet die Europäische Hauptwasserscheide.

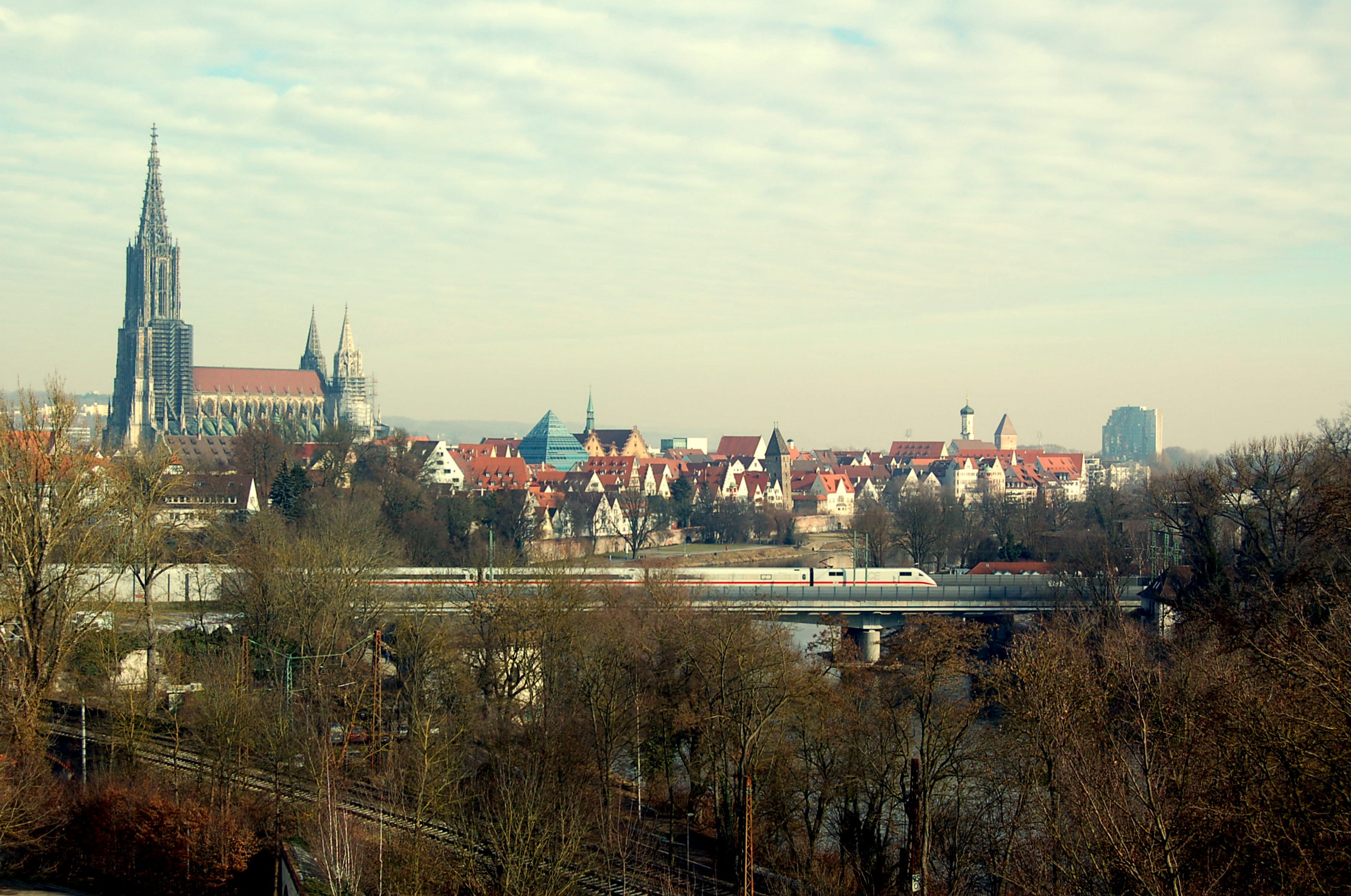
Der HW 4 überquert die Donau bei Ulm.

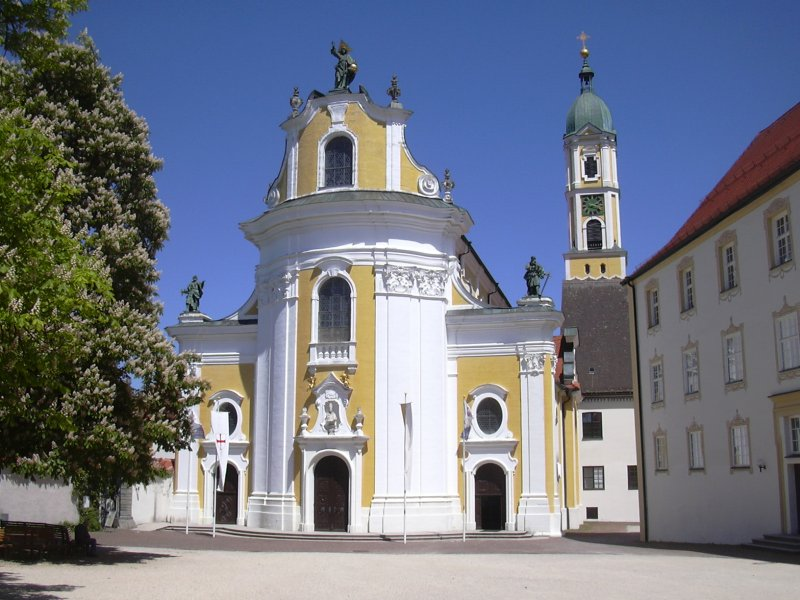
Lange durchzieht der HW 4 dann Oberschwaben mit seinen barocken Klosteranlagen. Hier das Kloster Ochsenhausen.

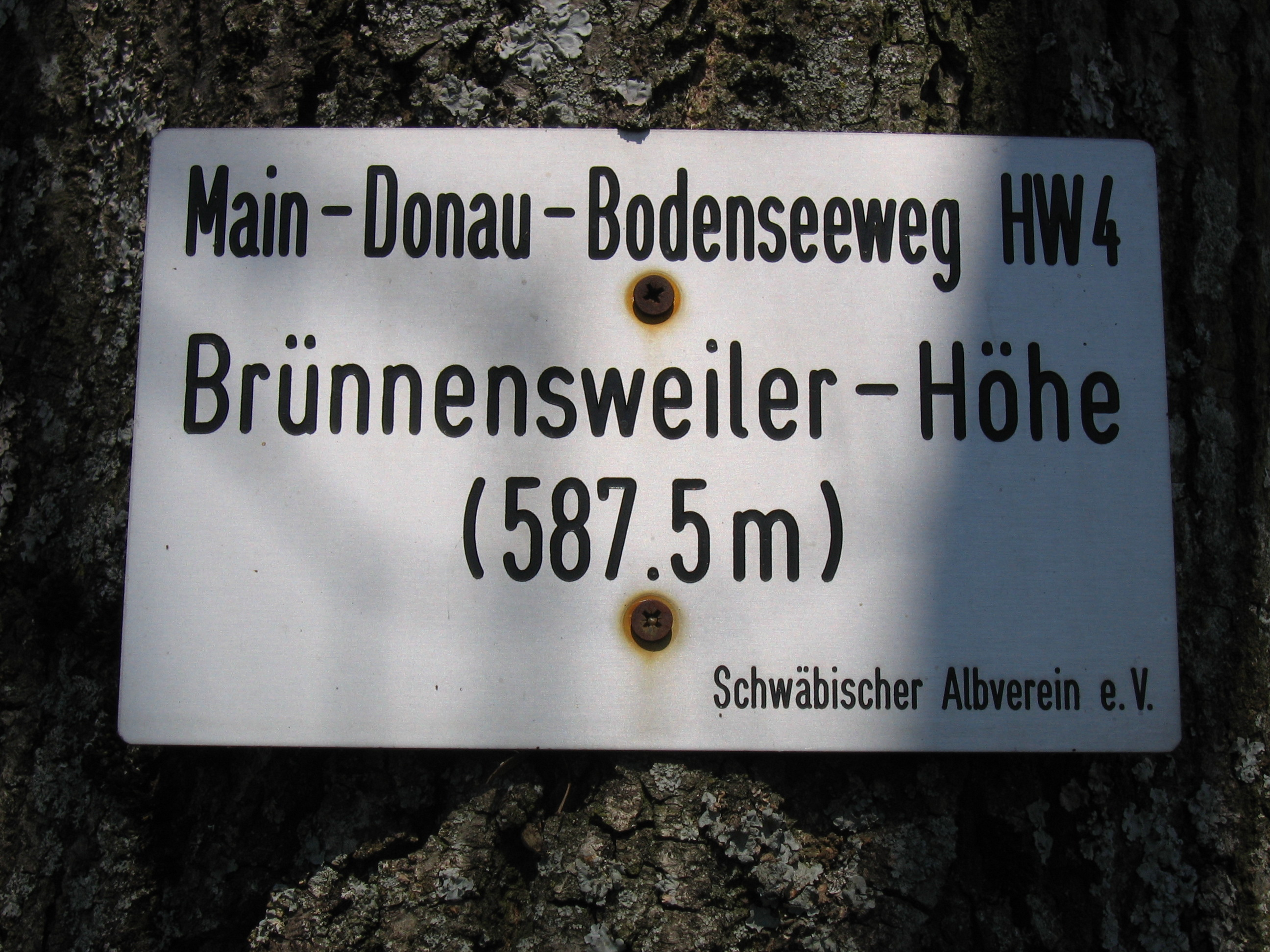
Wegweiser des HW 4 bei Tettnang

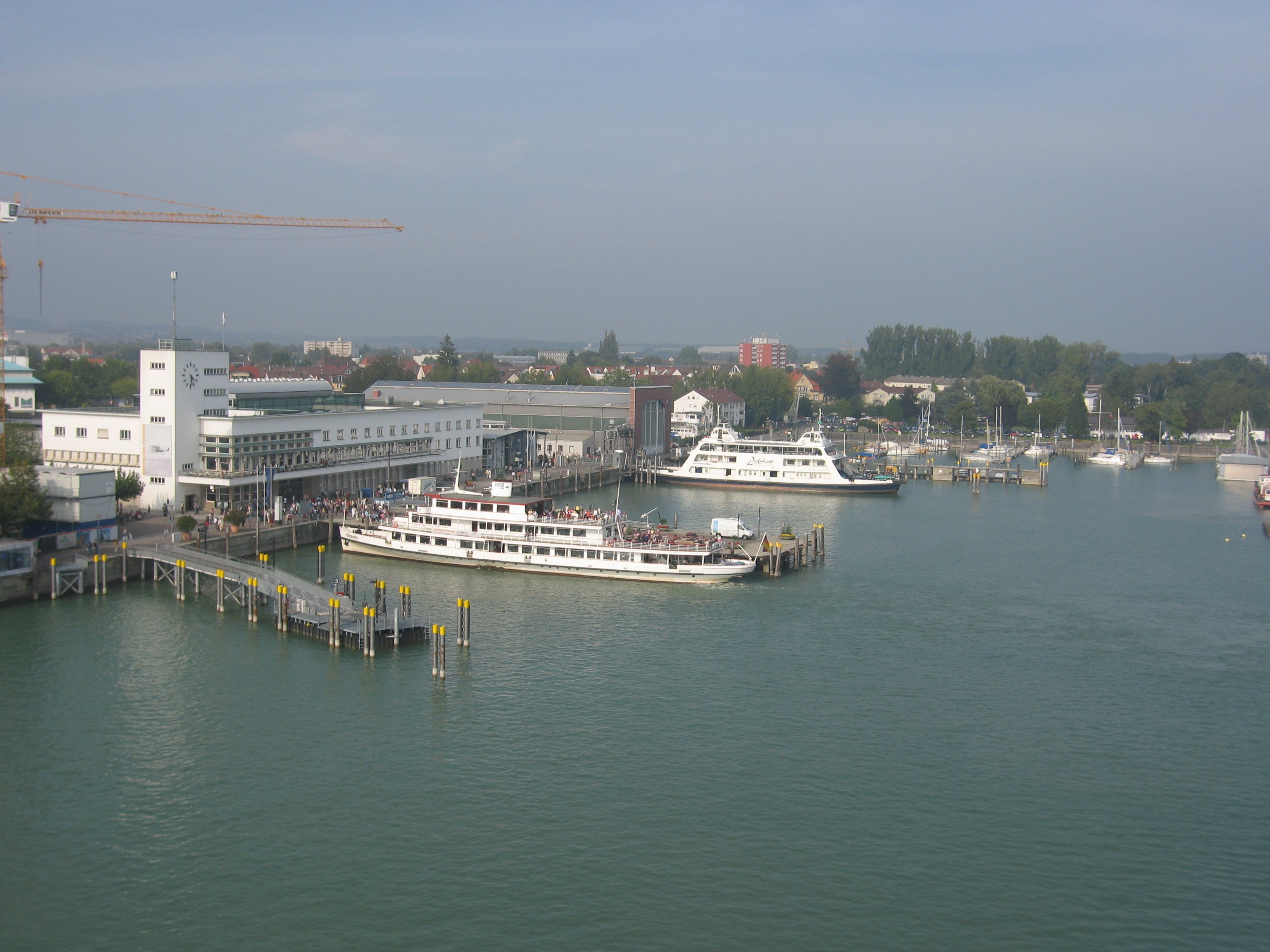
Der Fährhafen von Friedrichshafen ist der Endpunkt des Weges. Der Aufstieg zum Moleturm verschafft einen guten Überblick.

Der Main-Donau-Bodensee-Weg beginnt in Würzburg an der Alten Mainbrücke und folgt zunächst dem orografisch rechten Flussufer bis Ochsenfurt. Hier quert er den Main; er führt dann durch den Ochsenfurter Gau nach Aub und erreicht bei Creglingen die Tauber. Vorbei an der Herrgottskirche führt der Wanderweg auf die Randhöhen des Taubertals und nach Rothenburg ob der Tauber.
Südlich von Rothenburg führt der Hauptwanderweg 4 durch die Hohenloher Ebene nach Wallhausen, ins Jagsttal und nach Crailsheim. Hier knickt der Weg nach Westen ab auf den Burgberg, wo ein Aussichtsturm (Burgbergturm) des Schwäbischen Albvereins steht. Weiter nach Südosten durchquert der Main-Donau-Bodensee-Weg die Ellwanger Berge und erklimmt in diesen den Hohenberg.
Von Rothenburg bis dorthin verlief der Main-Donau-Bodensee-Weg gebündelt mit dem Fränkisch-Schwäbischen Jakobsweg, nun trennen sich die Wege. Der HW 4 nähert sich wieder der Jagst, streift den Stadtrand von Ellwangen und strebt dem Trauf der Schwäbischen Alb zu, den er unweit von Aalen erreicht. Östlich von Aalen tangiert der HW 4 den Braunenberg und verläuft hier ein Stück weit zusammen mit dem HW 1, dem Schwäbische-Alb-Nordrand-Weg. Bei Unterkochen trennen sich die Wege wieder.
Der Hauptwanderweg 4 durchquert Härtsfeld und Albuch von Norden nach Süden über Königsbronn und Heidenheim. Über das Eselsburger Tal und das Lonetal mit seiner Vogelherdhöhle, die Funde aus der Steinzeit präsentiert, erreicht er Langenau. Dort trifft der HW 4 auf den HW 2, den Schwäbische-Alb-Südrand-Weg. Vereint geht es über das bayerische Oberelchingen zum südlichen Albrand und nach Ulm. Dort trennen sich die beiden Hauptwanderwege wieder. In Ulm überquert er die Donau und verlässt damit zum zweiten Male wieder das Bundesland Baden-Württemberg.
Der weitere Weg des HW 4 nach Süden verläuft zunächst im Tal der Iller, dann westlich parallel zum Illertal. In Erolzheim knickt der Weg nach Westen ab und erreicht Ochsenhausen mit seiner Klosteranlage. Bad Waldsee wird östlich gestreift. Dort schneidet der HW 4 den HW 5, den Schwarzwald-Schwäbische-Alb-Allgäu-Weg. Dann geht es weiter über Wolfegg, Waldburg und Bodnegg. Der Main-Bodensee-Weg erreicht das Bodenseebecken und über Tettnang gelangt er an seinen südlichen Endpunkt Friedrichshafen. Der Weg endet beim Fährhafen nach Romanshorn.

## Markierung
Der Weg ist, nach dem Schema der Hauptwanderwege des Schwäbischen Albvereins, mit einem roten Querbalken auf weißem Hintergrund markiert. Meist, aber nicht immer, findet sich die Bezeichnung „HW 4“ in schwarzer Farbe unter- oder oberhalb des Balkens. Die alten Hinweisschilder werden sukzessive ausgetauscht: HW 4 in schwarzer Farbe, darunter ein roter Balken und unter dem roten Balken der Schriftzug Schwäbischer Albverein.

## Sehenswürdigkeiten am Weg

### Natur
Die Natur auf der "Ochsenfurter Gäuhöhe" ist vielfältig und hält die eine oder andere Überraschung bereit. So brütet hier die vom Aussterben bedrohte Wiesenweihe. Ab Mitte April bis Mitte September (Überwinterung in Afrika) ziehen die Wiesenweihen in den Getreidefeldern ihre Jungen groß. Die Übergabe der Beute im Flug vom Männchen an das Weibchen ist atemberaubend. Entlang des Mühlbaches und der Gollach bei Aub finden sich Eisvogel, Wasseramsel, Pirol, Nachtigall, Wendehals, Halsbandschnäpper, Schwarzspecht, Silberreiher, u. v. a.
Der Weg über die Alb führt an mehreren Quelltöpfen und Quellen vorbei, die besonders im Frühjahr stark schütten: Kocherursprung, Pfefferursprung und Brenzursprung.

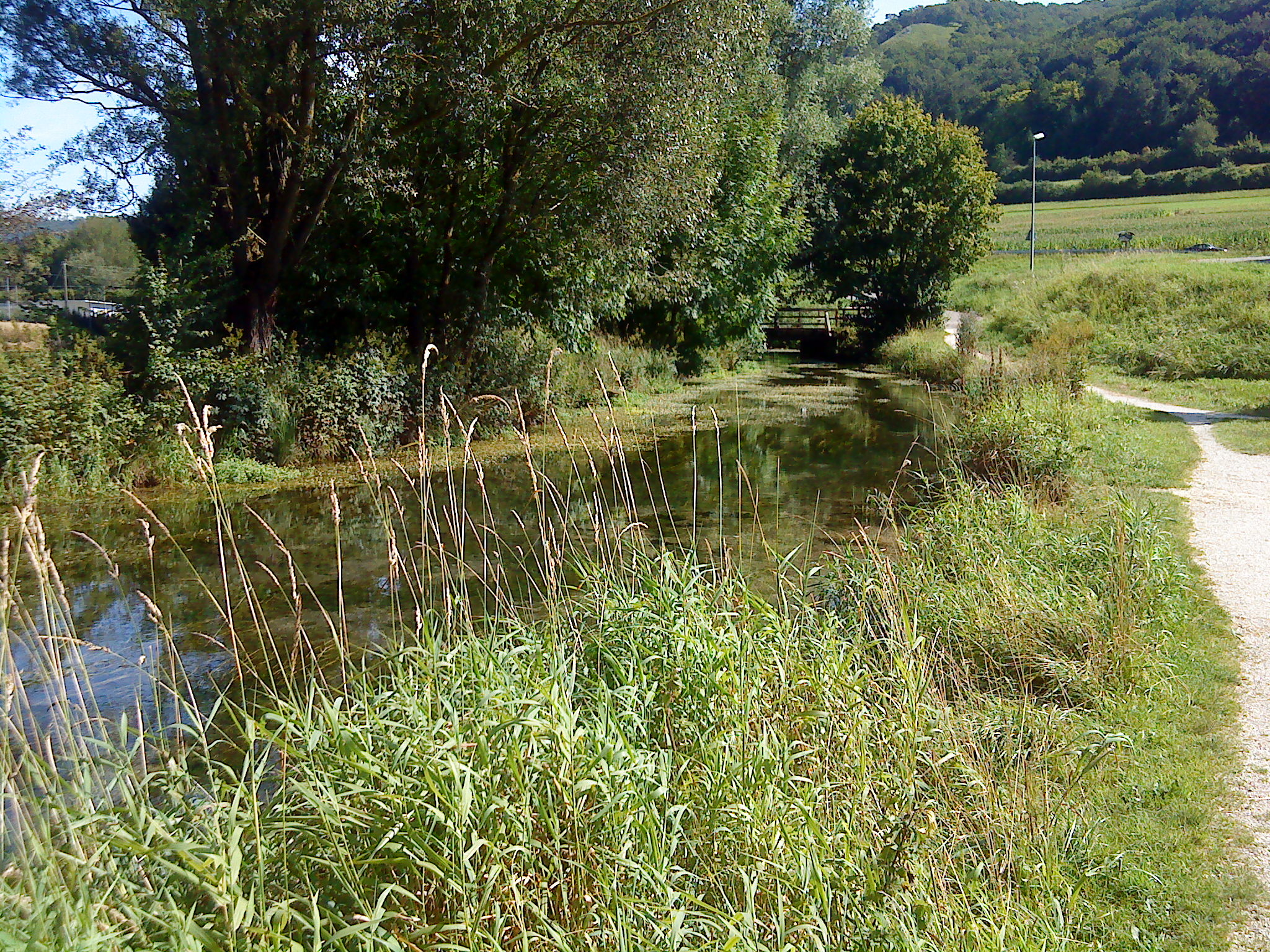
Der Schwarze Kocher bei Oberkochen
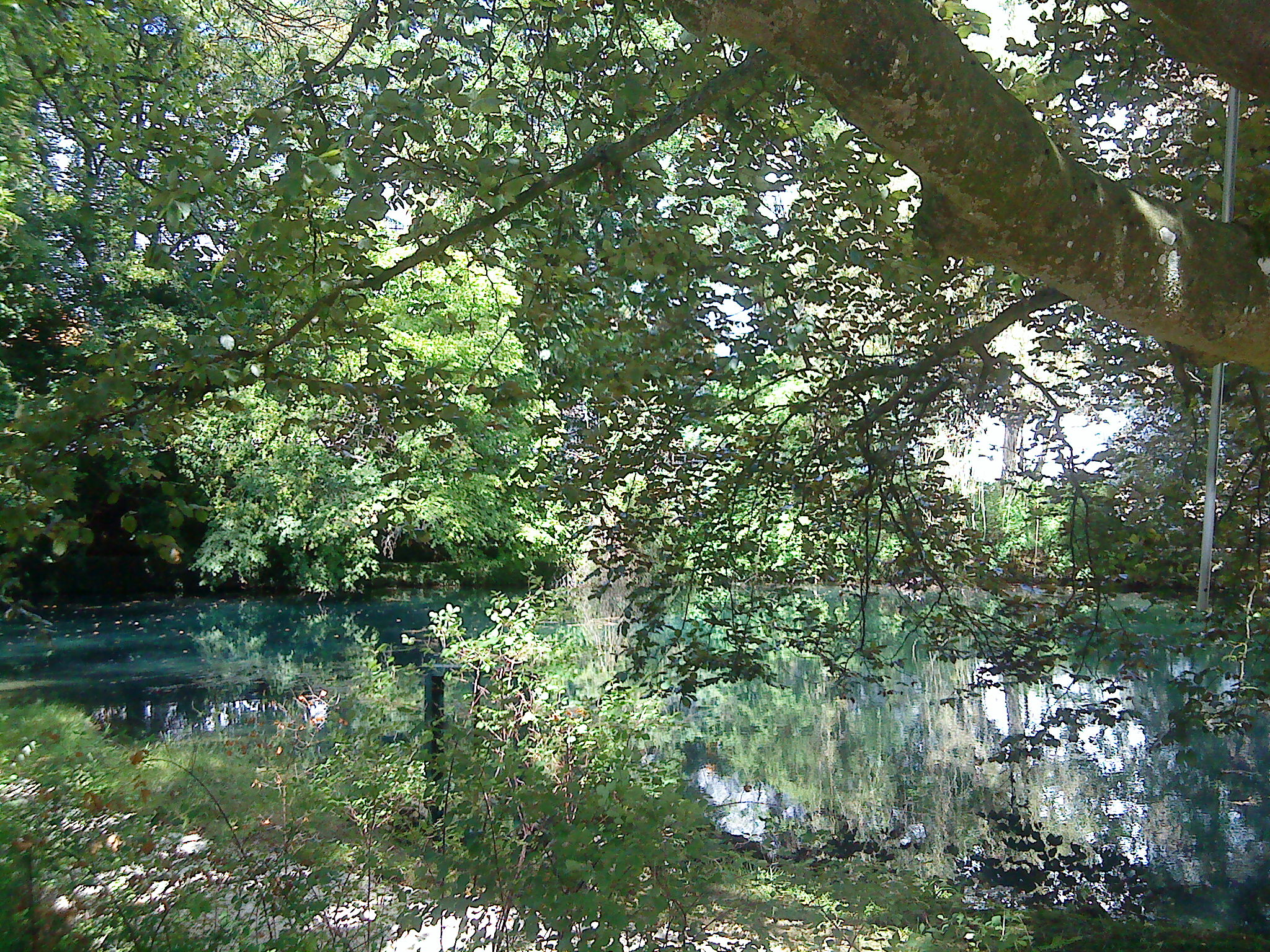
Der Rote Kocher, ebenfalls bei Oberkochen
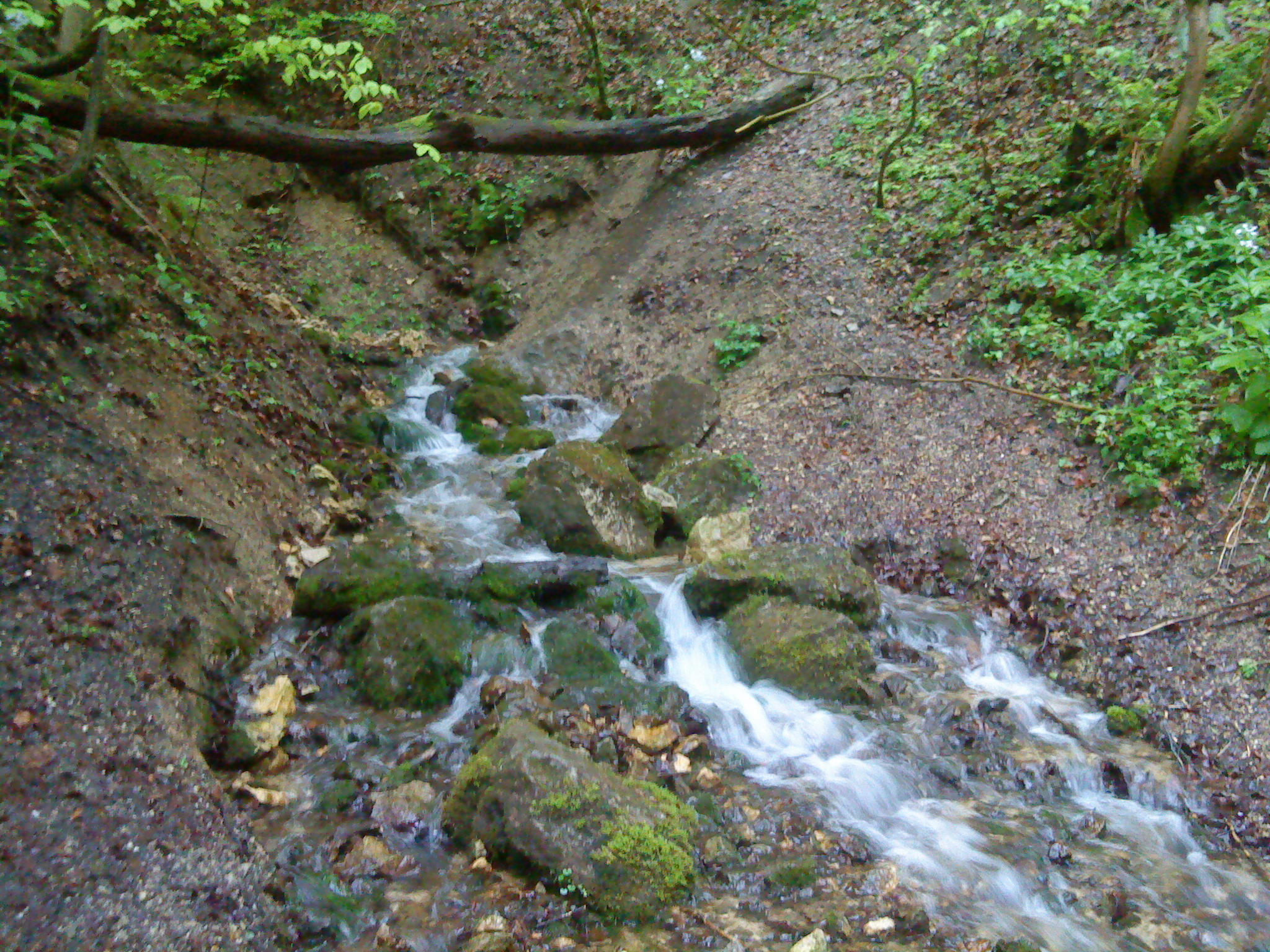
Der Ursprung des Weißen Kochers bei Unterkochen
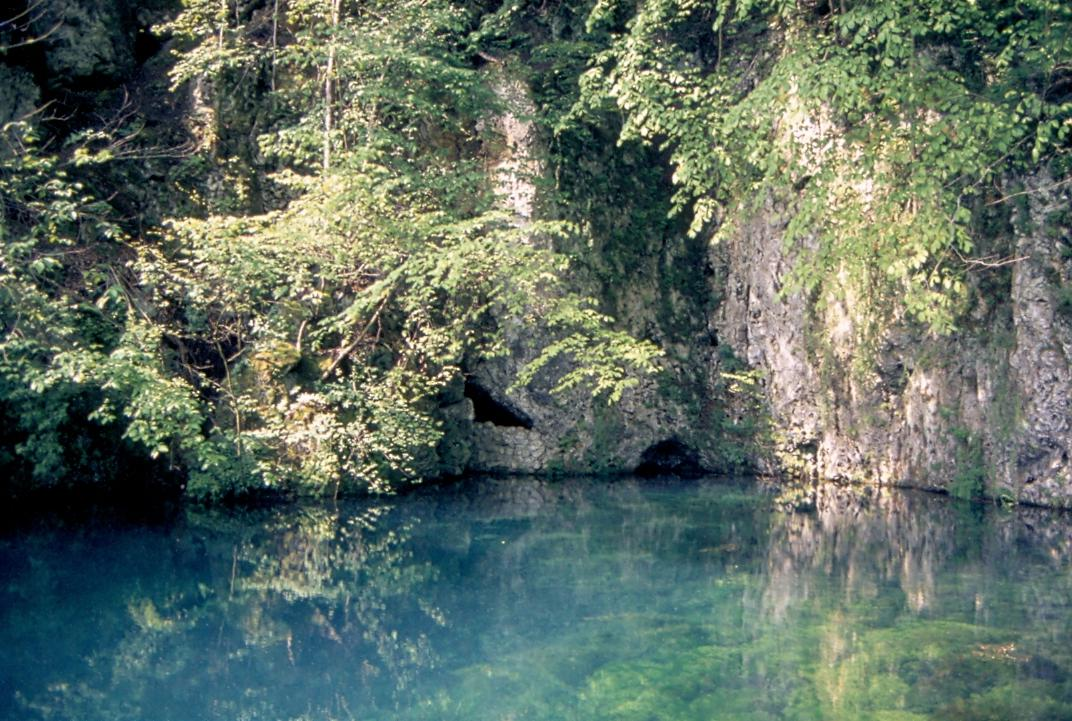
Der Brenztopf westlich von Königsbronn
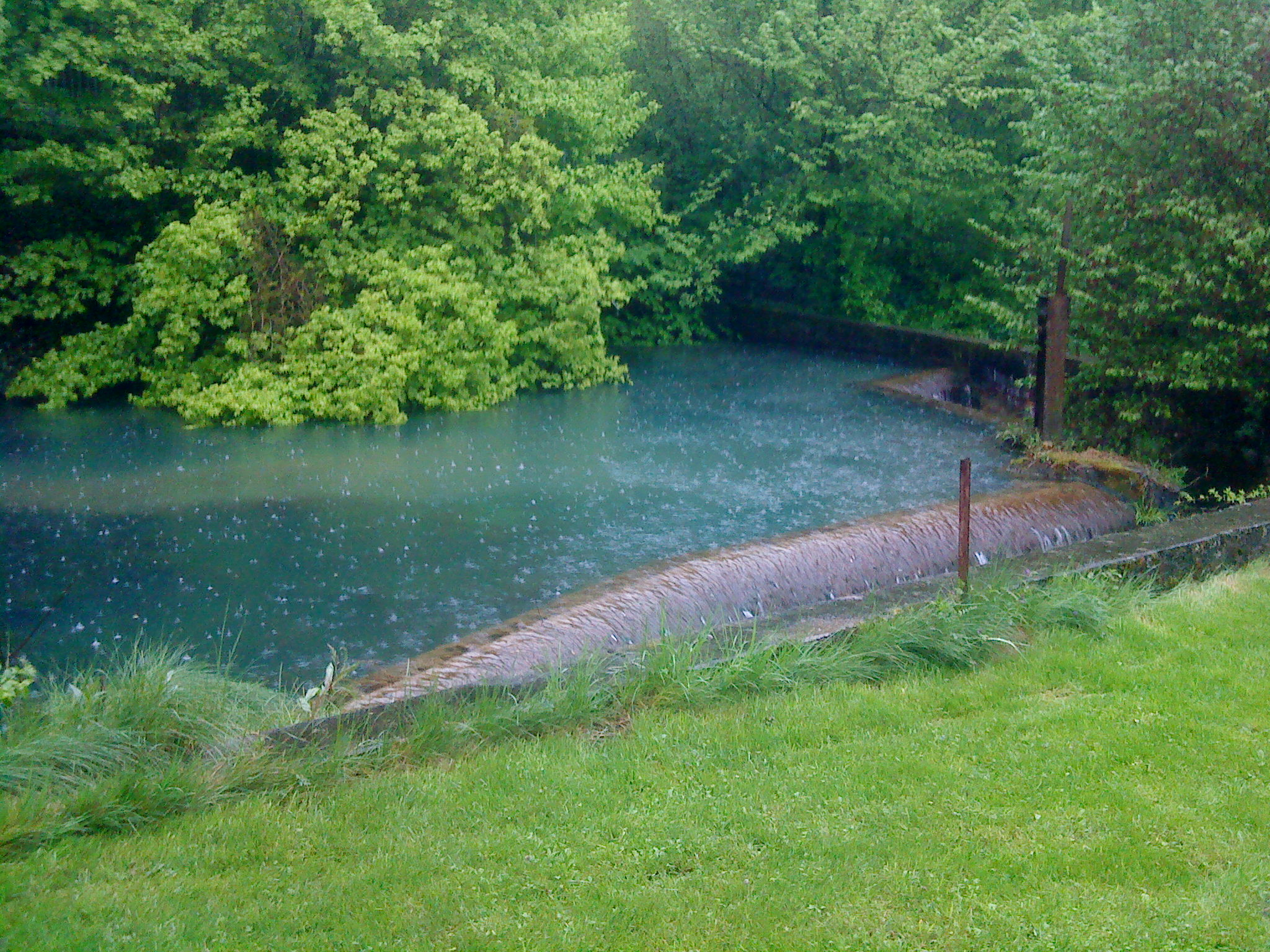
Die Pfefferquelle östlich von Königsbronn

### Kultur
Im ersten Teil verbindet der Weg einige Kirchen mit Schnitzwerken Tilman Riemenschneiders: Würzburg, Ochsenfurt, Aub, Creglingen, Detwang, Rothenburg ob der Tauber.
Der Weg durch Oberschwaben erreicht auch einige Stationen der Oberschwäbischen Barockstraße: Oberelchingen, Wiblingen (erfordert einen kurzen Abstecher), Ochsenhausen, Bad Waldsee (die Kernstadt erfordert einen kurzen Abstecher), Wolfegg und Tettnang.

### Bildgalerie der Barockkunst am Weg

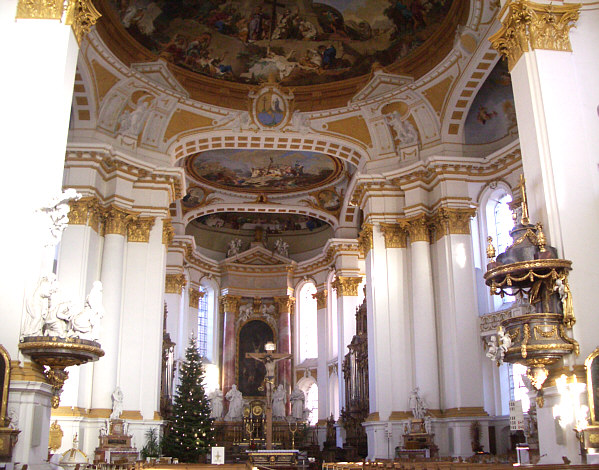
Klosterkirche Wiblingen
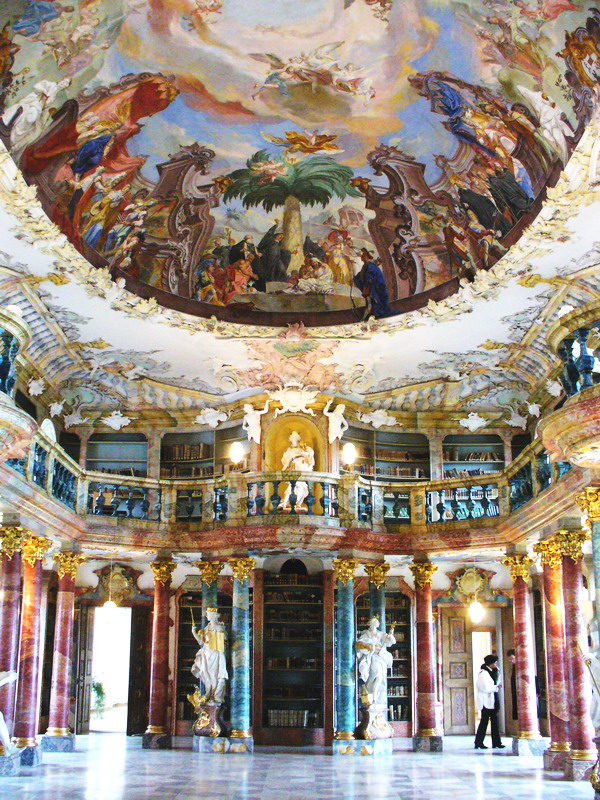
Barockbibliothek der Benediktinerabtei Wiblingen
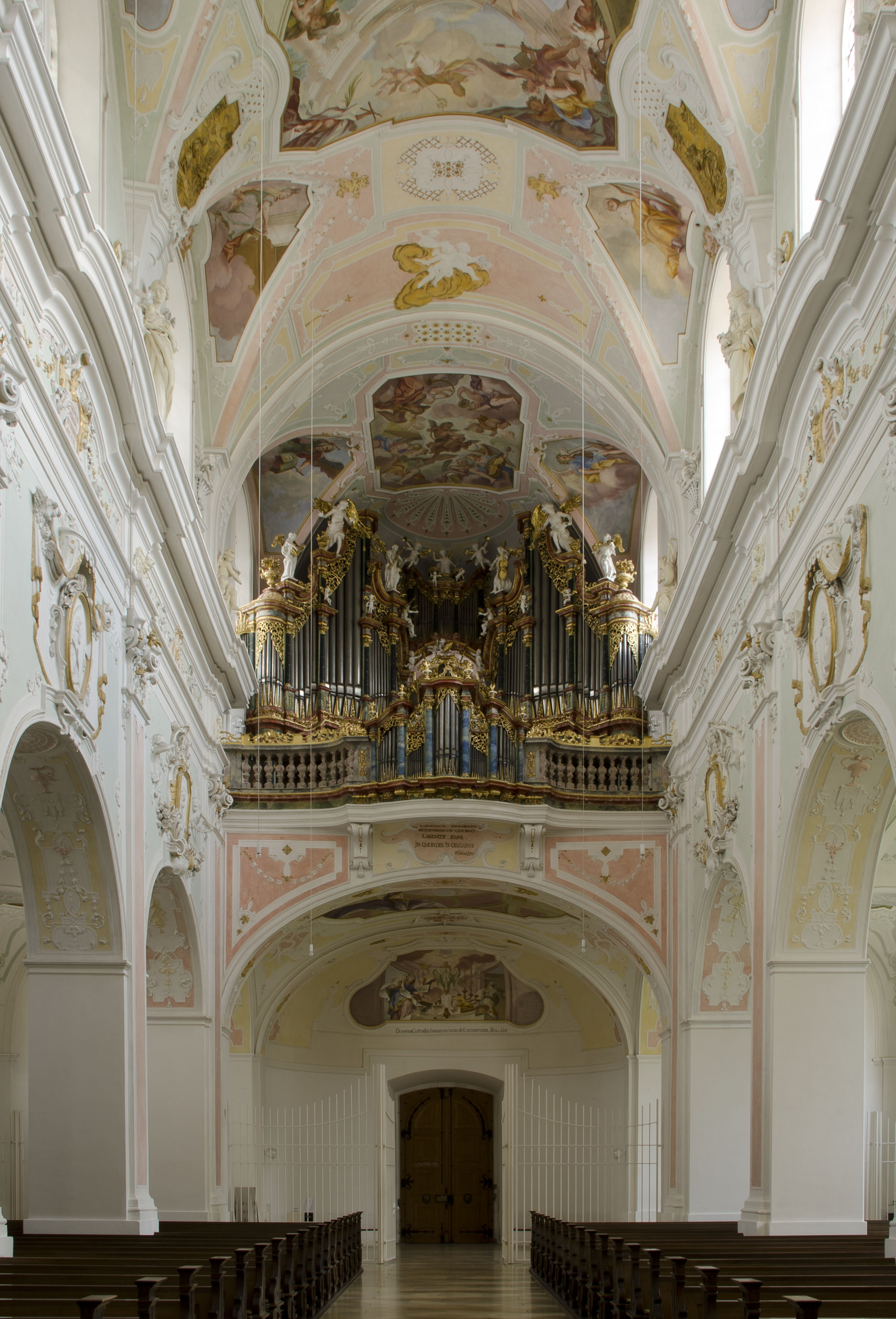
Große Barockorgel in der Kirche St. Georg von Ochsenhausen
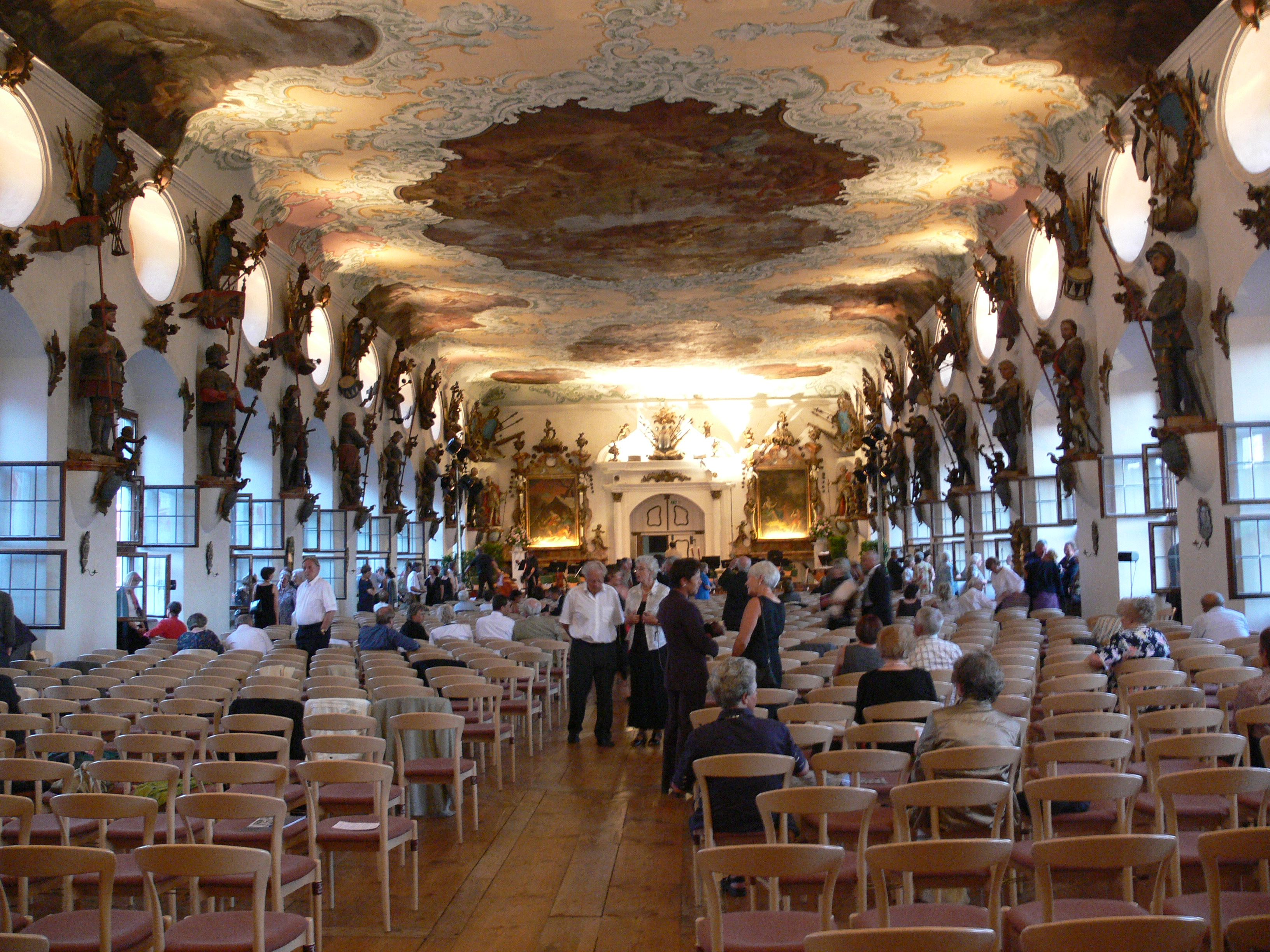
Rittersaal im Schloss Wolfegg
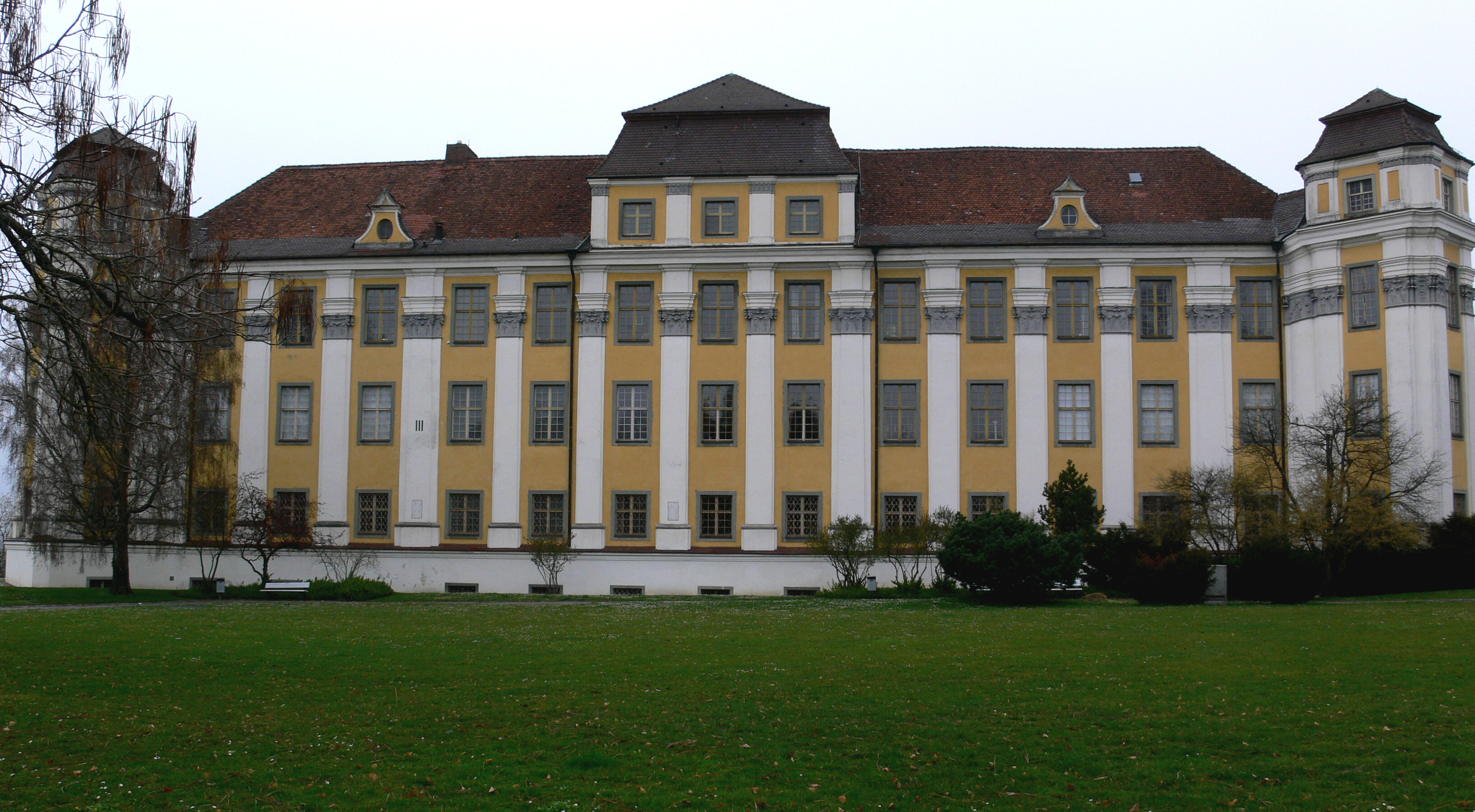
Barockschloss Tettnang

## Sonstiges
Die Etappe Heidenheim–Langenau ist 31 Kilometer lang. Die einzige Einkehrmöglichkeit unterwegs ist die Autobahnraststätte „Lonetal“ an der A 7. Der Weg passiert die Lieferantenzufahrt dieser Raststätte, über die man die Gasträume erreicht.